# Enkianthus serrulatus
Enkianthus serrulatus là một loài thực vật có hoa trong họ Thạch nam. Loài này được (E.H.Wilson) C.K.Schneid. mô tả khoa học đầu tiên năm 1911.